# Рыспаев, Дамир Муратович
Дами́р Мура́тович Рыспа́ев (фамилия при рождении — Мухангалиев, каз. Дамир Мұратұлы Ырыспаев; род. 25 апреля 1995, Усть-Каменогорск) — казахстанский хоккеист, защитник, тафгай.

## Карьера
Воспитанник усть-каменогорского хоккея. Первый тренер Анатолий Мелихов.
С сезона 2011/12 выступает в системе команд клуба «Барыс». За эти годы провёл 53 игры в чемпионате Казахстана, 65 игр в МХЛ и 23 игры в КХЛ за «Барыс». Участник юниорского (2013) и молодёжного (2015) чемпионатов мира.
В 2014 году поступил на заочное отделение факультета экономики и права ВКГУ — Восточно-Казахстанского государственного университета.
Начиная с сезона 2014/15 привлекается к играм КХЛ в составе «Барыса», который стал тренировать Андрей Назаров — первый русский тафгай в НХЛ. Свою первую встречу в КХЛ Дамир провёл 17 октября 2014 года в матче против «Йокерита». Свой первый бой провёл 24 декабря этого же года в матче против «Ак Барса», подравшись сразу с Александром Свитовым. 19 ноября 2015 года произошла «Драка года» — Рыспаев против армейца Евгения Артюхина. Всего болельщикам и журналистам запомнились пять драк Рыспаева в 2015 году. 22 января 2016 года был дисквалифицирован на 5 матчей из-за того, что день назад в матче «Барыса» и «Авангарда» напал на защитника гостей Михала Кемпни.
Летом 2016 года был призван в ряды армии Казахстана.
8 августа 2016 года в начале матча на Кубок Президента Казахстана 2016 в Астане с китайским клубом — дебютантом КХЛ «Куньлунь Ред Стар» в попытке «отомстить» пекинцам за сломанную в предыдущей товарищеской игре ногу лидера «Барыса» Дастина Бойда (который выбыл из строя на три месяца) устроил побоище на льду, за что 18 августа был бессрочно дисквалифицирован КХЛ. Но по правилам КХЛ, апелляция возможна через полгода.
25 октября «Барыс» расторг контракт с тафгаем, но заключил новый, односторонний казахстанский, позволяющий Рыспаеву играть в дочерней команде «Номад» в первенстве Казахстана.
29 октября 2016 года удостоился звания «Лучший боец в КХЛ» по версии читателей Чемпионат.com.
20 сентября 2017 года совместная дисциплинарная палата Федерации хоккея России и Континентальной хоккейной лиги после ходатайства Межрегионального профсоюза игроков КХЛ разрешила Дамиру Рыспаеву выступать в соревнованиях под эгидой ФХР с правом не ранее, чем через месяц после начала выступлений, обратиться в Дисциплинарный комитет КХЛ для рассмотрения вопроса о разрешении выступать в соревнованиях, проводимых КХЛ.. Игрок этот сезон будет выступать за клуб ВХЛ «Торпедо» из родного Усть-Каменогорска.
26 декабря 2017 года после подтверждения КХЛ о снятии дисквалификации Дамир Рыспаев возвращается в «Барыс».
7 мая 2018 года Дамир Рыспаев подписал новый двухлетний контракт с астанинским «Барысом», позволяющим ему играть как в КХЛ, так и в ВХЛ.

## Достижения
- — 1 место на чемпионате мира (дивизион 1B, U18) — 2013
- — 1 место на чемпионате мира (дивизион 1B, U20) — 2015

## Статистика выступлений
| Сезон   | Команда                   | Лига                 | Игр | Г | П | Очк | +/- | Штр |
| ------- | ------------------------- | -------------------- | --- | - | - | --- | --- | --- |
| 2011-12 | Барыс-2                   | Чемпионат Казахстана | 23  | 0 | 0 | 0   | -10 | 30  |
| 2012-13 | Барыс                     | КХЛ                  | 0   | 0 | 0 | 0   | --  | 0   |
| 2012-13 | Снежные Барсы             | МХЛ                  | 47  | 0 | 0 | 0   | -18 | 119 |
| 2013-14 | Снежные Барсы             | МХЛ                  | 14  | 1 | 1 | 2   | -5  | 58  |
| 2013-14 | Беркут Караганда          | Чемпионат Казахстана | 15  | 0 | 0 | 0   | -6  | 97  |
| 2014-15 | Барыс                     | КХЛ                  | 7   | 0 | 0 | 0   | --  | 83  |
| 2014-15 | Номад                     | Чемпионат Казахстана | 1   | 0 | 0 | 0   | --  | 0   |
| 2014-15 | Снежные Барсы             | МХЛ                  | 1   | 0 | 0 | 0   | -1  | 2   |
| 2015-16 | Барыс                     | КХЛ                  | 16  | 0 | 0 | 0   | -2  | 111 |
| 2016-17 | Номад                     | Чемпионат Казахстана | 14  | 0 | 1 | 1   | -1  | 38  |
| 2017    | Снежные Барсы             | МХЛ                  | 3   | 0 | 1 | 1   | 0   | 10  |
| 2017    | Торпедо (Усть-Каменогорск | ВХЛ                  | 7   | 1 | 0 | 0   | ?   | ?   |
| 2017-   | Барыс                     | КХЛ                  | 2   | 0 | 0 | 0   | 0   | 0   |
|         | Всего в карьере           | Всего в карьере      | 144 | 2 | 3 | 4   | -43 | 548 |